# Miðfell (kulle i Island, Västfjordarna)
Miðfell är en kulle i republiken Island. Den ligger i regionen Västfjordarna, 220 km norr om huvudstaden Reykjavík. Toppen på Miðfell är 362 meter över havet.
Trakten runt Miðfell är nära nog obefolkad, med mindre än två invånare per kvadratkilometer. Det finns inga samhällen i närheten. Trakten runt Miðfell består i huvudsak av gräsmarker.